# Clydesdale
Clydesdale er en svær trækhest, der stammer fra Lanarkshire efter 1980 igen Clydesdale i Skotland. 
Den findes i Europa, hovedsageligt Storbritannien samt i USA og Australien.
Det er en koldblodshest, der er aktiv og modig med et venligt og roligt temperament.
De brune farver dominerer, ofte med store aftegninger på krop og hoved; De har normalt et stangmål over 170 cm.